# پور لو مریت
پور لُ مِریت (آلمانی: Verdienstorden) (فرانسوی: Pour le Mérite‎) (به معنی ِ « بابت ِ لیاقت») یک نشان لیاقت مربوط به کشور آلمان است که در سال ۱۷۴۰ توسط پادشاهی پروس، فریدریش دوم به عنوان نشان افتخار به نظامیان اهدا می‌شد.
پور لُ مریت در زبان فرانسوی به معنای «برای شایستگی» است.